# 아시아풍력협회
아시아풍력협회(Asia Wind Energy Association, AWEA)는 아시아 지역에서 신재생에너지 자원인 풍력산업이 확장될 수 있도록 제약요인을 완화시키고, 산업을 촉진하기 위하여 설립된 국제기구이다. 협회에는 한국, 중국, 몽골, 스리랑카가 창립멤버로 참여하며 일본은 옵서버로 이름을 올렸다. 사무국은 제주특별자치도에 위치하고 있다.

## 연혁
- 2014년 2월 19일 아시아풍력협회 발족[5]

## 같이 보기
- 아시아풍력에너지협회
- 한국신재생에너지학회